# Liotipoma wallisensis
Liotipoma wallisensis là một loài ốc biển, là động vật thân mềm chân bụng sống ở biển thuộc họ Colloniidae.